# Diocese de Huelva
A Diocese de Huelva (em latim: Dioecesis Onubensis) é uma diocese da Igreja Católica da Espanha, sediada na cidade de Huelva, na província de Huelva, comunidade autónoma de Andaluzia. Faz parte da Arquidiocese de Sevilha. Foi fundada em 22 de outubro de 1953 pelo Papa Pio XII. Em 2022 contava com uma população católica de 502 325 fiéis, sendo 95,0% da população total, e tinha 134 paróquias.

## História
Em 22 de outubro de 1953 o Papa Pio XII cria a Diocese de Huelva através do território da Arquidiocese de Sevilha.

## Lista de bispos
A seguir uma lista de bispos desde a criação da diocese em 1953.
|                 | Nome                        | Período      | Notas                         |
| Bispos          | Bispos                      | Bispos       | Bispos                        |
| --------------- | --------------------------- | ------------ | ----------------------------- |
| 6º              | Santiago Gómez Sierra       | 2020 - atual |                               |
| 5º              | José Vilaplana Blasco       | 2006 - 2020  |                               |
| 4º              | Ignacio Noguer Carmona      | 1993 - 2006  |                               |
| 3º              | Rafael González Moralejo    | 1969 - 1993  |                               |
| 2º              | José María García Lahiguera | 1964 - 1969  | Nomeado arcebispo de Valência |
| 1º              | Pedro Cantero Cuadrado      | 1953 - 1964  | Nomeado arcebispo de Saragoça |
| Bispo coadjutor |                             |              |                               |
|                 | Ignacio Noguer Carmona      | 1990 - 1993  |                               |